# Kai Asakura
Kai Asakura (em japonês: 朝倉 海, Asakura Kai, Toyohashi em 31 de outubro de 1993) é um lutador japonês de artes marciais mistas (MMA) que atualmente compete na categoria peso-mosca do Ultimate Fighting Championship (UFC). Ele competiu anteriormente no Rizin Fighting Federation, onde foi o campeão peso-galo do Rizin. Profissional desde 2012, ele também competiu pelo Road Fighting Championship, Fighting Network Rings e DEEP.

## Biografia
No ensino fundamental, Kai treinou caratê e sumô, além de passar três anos treinando voleibol.
Kai e seu irmão, Mikuru Asakura, passaram grande parte da infância se envolvendo em inúmeras brigas de rua. Os irmãos também lutavam frequentemente um contra o outro, ao que Kai atribui sua resistência como lutador profissional de artes marciais mistas. Ao entrarem na adolescência, por sugestão de um terapeuta, sua mãe os matriculou em aulas de boxe.
Enquanto era estudante do terceiro ano na Escola Técnica de Toyohashi, em Aichi, seu irmão o levou ao Zen Dokai Toyohashi Dojo, que foi a primeira introdução de Kai às artes marciais mistas. Foi por insistência e encorajamento de seu irmão, Mikuru, que ele se interessou pela luta.

## Carreira nas artes marciais mistas

### Início de carreira
Asakura iniciou sua carreira profissional sob a bandeira do DEEP, quando enfrentou o também estreante Tomoya Suzuki. Asakura venceu a luta por nocaute técnico no primeiro round.
Ele então lutaria na nova marca de eventos de MMA da Fighting Network Rings, chamada Outsider, após um hiato de três anos. Ele enfrentou Satoshi Date, a quem derrotou no segundo round por nocaute técnico. Dois meses depois, ele enfrentou Keigo Takayama, vencendo a luta em apenas 40 segundos por nocaute técnico. Dois meses mais tarde, ele lutou contra o estreante Jung Bin Choi, conquistando sua primeira finalização na carreira ao forçar Choi a desistir com um estrangulamento D'Arce no primeiro round. O próximo oponente de Asakura foi Jong Hyun Kwak. Asakura novamente encerrou a luta no primeiro round, vencendo por nocaute técnico.
Lutando pelo Road Fighting Championship, Asakura enfrentou Liu Xiaoyang, a quem ele venceu com um mata-leão no primeiro round. Lutando pelo título de 60 kg do Fighting Network Rings, Asakura enfrentou Yoichi Oi. Ele venceu a luta pelo título no primeiro round, derrotando Oi no final do primeiro round por nocaute técnico. O próximo oponente de Asakura foi Alateng Heili, que vinha de uma sequência de seis vitórias. Asakura venceu a luta após 29 segundos, acertando Heili com um gancho de esquerda curto, seguido por uma joelhada. Asakura sofreu sua primeira derrota na carreira para Je Hoon Moon durante o Road FC 39, perdendo por nocaute técnico.

### Rizin Fighting Federation

#### 2017
Asakura fez sua estreia no Rizin em 29 de dezembro de 2017, durante o RIZIN Fighting World Grand Prix 2017. Asakura estava agendado para lutar contra o campeão peso-mosca do ZST, Seiichiro Ito. Ito sofreu uma fratura nasal antes da luta e foi substituído por Kizaemon Saiga. Kai venceu a luta no segundo round após nocautear Saiga com uma joelhada no chão.

#### 2018
Durante o Rizin 10, Asakura enfrentou o peso-galo Manel Kape. Após sofrer um knockdown no início, ele venceu por decisão dividida, luta que seria nomeada como candidata a Luta do Mês de maio de 2018 pelo MMA Junkie.
Asakura estava agendado para enfrentar Thanongsaklek Tiger Muay Thai no Rizin 11. A luta foi subsequentemente remarcada para o Rizin 13, após Asakura lesionar o joelho direito. No Rizin 13, ele venceu por decisão unânime.
Durante o RIZIN Heisei's Last Yarennoka!, Asakura fez a revanche com Je Hoon Moon. Asakura venceu por decisão unânime.

#### 2019
Asakura enfrentaria Ulka Sasaki no Rizin 15. No entanto, Sasaki teve que se retirar devido a uma lesão e foi substituído por Justin Scoggins. Scoggins então se retiraria da luta após sofrer uma ruptura do menisco e ligamento no joelho.
Sua próxima luta foi agendada para o Rizin 18 como uma luta sem título em jogo contra o campeão peso-galo do Rizin, Kyoji Horiguchi. Asakura fintou Horiguchi para trás e acertou uma grande mão direita enquanto Horiguchi avançava. Dando sequência com joelhadas e socos, Asakura venceu a luta por nocaute.
Dois meses depois, ele enfrentou Ulka Sasaki no Rizin 19. Asakura dominou Sasaki, acertando o veterano com uma mão direita e seguindo com joelhadas no chão e tiros de meta, vencendo a luta por nocaute técnico, já que Sasaki não pôde continuar devido a uma mandíbula quebrada.

#### Reinado pelo título
Esta sequência de seis vitórias deu a Asakura a chance de lutar pelo cinturão peso-galo do Rizin, em uma revanche contra Kyoji Horiguchi durante o Rizin 20. Horiguchi se retirou da luta devido a uma lesão no joelho e vagou o cinturão. Asakura enfrentou Manel Kape em uma revanche pelo cinturão vago peso-galo do Rizin. Kape derrubou Kai duas vezes no início do segundo round, o que forçou o árbitro a interromper a luta.

#### 2020
Asakura enfrentou Hiromasa Ougikubo pelo cinturão vago peso-galo do Rizin no Rizin 23. Ele venceu por nocaute com um tiro de meta no primeiro round.
Asakura enfrentou o ex-Rei do Pancrase no peso-leve, Shoji Maruyama, no Rizin 24. Asakura venceu a luta por nocaute técnico no primeiro round.
Asakura estava agendado para fazer sua primeira defesa de cinturão em uma revanche com o ex-campeão peso-galo do Rizin, Kyoji Horiguchi, durante o Rizin 26. Ele perdeu a luta por nocaute técnico no primeiro round.

#### Rizin Bantamweight Grand Prix de 2021
Asakura enfrentou Shooto Watanabe na rodada de abertura do Grand Prix Peso-Galo no Rizin 28 em 13 de junho de 2021. Ele venceu a luta por nocaute técnico no primeiro round.
Asakura enfrentou Alan Yamaniha nas quartas de final em 19 de setembro de 2021, no Rizin 30. Ele venceu a luta por decisão unânime.
Nas semifinais, Asakura enfrentou Kenta Takizawa em 31 de dezembro de 2021, no Rizin 33. Ele venceu a luta por decisão unânime e avançou para as finais do torneio, onde enfrentou Hiromasa Ougikubo. Ele perdeu a luta por decisão unânime, tornando-se o vice-campeão do Grand Prix.

#### 2022
Asakura era esperado para enfrentar o invicto Ji Yong Yang no Rizin 36 em 2 de julho de 2022. Asakura se retirou da luta em 30 de junho, pois havia lesionado novamente a mão direita.

#### 2023
Asakura enfrentou Yuki Motoya no Rizin 42 em 6 de maio de 2023. Ele venceu a luta por nocaute com uma joelhada voadora no segundo round.
Asakura era esperado para enfrentar o ex-campeão peso-galo do Bellator Juan Archuleta pelo cinturão vago peso-galo do Rizin no Bellator MMA x Rizin 2 em 30 de julho de 2023. No entanto, em 18 de julho, foi anunciado que Asakura se retirou devido a uma lesão e foi substituído por Hiromasa Ougikubo.

#### Segundo reinado pelo título
Asakura enfrentou Juan Archuleta pelo cinturão peso-galo do Rizin em 31 de dezembro de 2023, no Rizin 45. Na pesagem, Archuleta pesou 140,65 libras, 5,65 libras acima do limite. Como resultado, Archuleta foi destituído do título e apenas Asakura era elegível para vencê-lo. Asakura venceu a luta por nocaute técnico no segundo round.

### Ultimate Fighting Championship

#### 2024
Em 8 de junho de 2024, foi anunciado que Asakura assinou com o Ultimate Fighting Championship.
Em sua estreia na promoção, Asakura competiu pelo cinturão peso-mosca do UFC contra o campeão Alexandre Pantoja em 7 de dezembro de 2024, no UFC 310. Asakura perdeu a luta por finalização com um mata-leão no segundo round.

#### 2025
Asakura enfrentou Tim Elliott em 16 de agosto de 2025, no UFC 319. Asakura perdeu a luta por finalização via guilhotina no segundo round.

## Campeonatos e realizações

### Artes marciais mistas
- Rizin Fighting Federation
  -  Campeão Peso-Galo do Rizin (Duas vezes; ex)[32][52]
  - Vice-campeão do Grand Prix Peso-Galo do Rizin de 2021[43]

- eFight.jp
  - Lutador do Mês de Agosto de 2019[58]

## Vida pessoal
Ele é o irmão mais novo de Mikuru Asakura.

## Cartel no MMA
| Cartel no MMA   |             |            |
| 27 lutas        | 21 vitórias | 6 derrotas |
| Por nocaute     | 13          | 3          |
| Por finalização | 3           | 2          |
| Por decisão     | 5           | 1          |

| Res.    | Cartel | Oponente          | Método                                      | Evento                                 | Data       | Round | Tempo | Local             | Notas |
| ------- | ------ | ----------------- | ------------------------------------------- | -------------------------------------- | ---------- | ----- | ----- | ----------------- | --- |
| Derrota | 21–6   | Tim Elliott       | Finalização (guilhotina)                    | UFC 319: du Plessis vs. Chimaev        | 16/08/2025 | 2     | 4:39  | Chicago, Illinois | |
| Derrota | 21–5   | Alexandre Pantoja | Finalização Técnica (mata-leão)             | UFC 310: Pantoja vs. Asakura           | 07/12/2024 | 2     | 2:05  | Las Vegas, Nevada | Retorno ao peso-mosca. Pelo Cinturão Peso-Mosca do UFC. |
| Vitória | 21–4   | Juan Archuleta    | Nocaute Técnico (joelhada no corpo e socos) | Rizin 45                               | 31/12/2023 | 2     | 3:20  | Saitama           | Ganhou o Cinturão Peso-Galo vago do Rizin. Archuleta não bateu o peso (63,8 kg) e foi destituído do título. Apenas Asakura era elegível. Vagou o título em 9 de junho de 2024. |
| Vitória | 20–4   | Yuki Motoya       | Nocaute (joelhada no corpo)                 | Rizin 42                               | 06/05/2023 | 3     | 2:25  | Tóquio            | |
| Derrota | 19–4   | Hiromasa Ougikubo | Decisão (unânime)                           | Rizin 33                               | 31/12/2021 | 3     | 5:00  | Saitama           | Final do Grand Prix Peso-Galo do Rizin de 2021. |
| Vitória | 19–3   | Kenta Takizawa    | Decisão (unânime)                           | Rizin 33                               | 31/12/2021 | 3     | 5:00  | Saitama           | Semifinal do Grand Prix Peso-Galo do Rizin de 2021. |
| Vitória | 18–3   | Alan Yamaniha     | Decisão (unânime)                           | Rizin 30                               | 19/09/2021 | 3     | 5:00  | Saitama           | Quartas de final do Grand Prix Peso-Galo do Rizin de 2021. |
| Vitória | 17–3   | Shooto Watanabe   | Nocaute Técnico (socos)                     | Rizin 28                               | 13/06/2021 | 1     | 3:22  | Tóquio            | Rodada de abertura do Grand Prix Peso-Galo do Rizin de 2021. |
| Derrota | 16–3   | Kyoji Horiguchi   | Nocaute (socos)                             | Rizin 26                               | 31/12/2020 | 1     | 2:48  | Saitama           | Perdeu o Cinturão Peso-Galo do Rizin. |
| Vitória | 16–2   | Shoji Maruyama    | Nocaute Técnico (socos e tiro de meta)      | Rizin 24                               | 27/09/2020 | 1     | 2:37  | Saitama           | Luta sem título em jogo. |
| Vitória | 15–2   | Hiromasa Ougikubo | Nocaute (joelhada e tiros de meta)          | Rizin 23                               | 10/08/2020 | 1     | 4:31  | Yokohama          | Ganhou o Cinturão Peso-Galo vago do Rizin. |
| Derrota | 14–2   | Manel Kape        | Nocaute Técnico (socos)                     | Rizin 20                               | 31/12/2019 | 2     | 0:38  | Saitama           | Pelo Cinturão Peso-Galo vago do Rizin. |
| Vitória | 14–1   | Ulka Sasaki       | Nocaute Técnico (mandíbula quebrada)        | Rizin 19                               | 12/10/2019 | 1     | 0:54  | Osaka             | |
| Vitória | 13–1   | Kyoji Horiguchi   | Nocaute (socos)                             | Rizin 18                               | 18/08/2019 | 1     | 1:08  | Nagoya            | |
| Vitória | 12–1   | Moon Jae-hoon     | Decisão (unânime)                           | Rizin: Heisei's Last Yarennoka!        | 30/12/2018 | 3     | 5:00  | Saitama           | Estreia no peso-galo. |
| Vitória | 11–1   | Topnoi Kiwram     | Decisão (unânime)                           | Rizin 13                               | 30/09/2018 | 3     | 5:00  | Saitama           | Luta em peso casado (59 kg). |
| Vitória | 10–1   | Manel Kape        | Decisão (dividida)                          | Rizin 10                               | 06/05/2018 | 3     | 5:00  | Fukuoka           | Luta em peso casado (59 kg). |
| Vitória | 9–1    | Kizaemon Saiga    | Nocaute Técnico (socos e joelhada)          | Rizin World Grand Prix 2017: 2nd Round | 29/12/2017 | 2     | 2:34  | Saitama           | Luta em peso casado (63 kg). |
| Derrota | 8–1    | Moon Jae-hoon     | Nocaute (socos)                             | Road FC 039                            | 10/06/2017 | 3     | 2:38  | Seul              | |
| Vitória | 8–0    | Alateng Heili     | Nocaute (joelhada e socos)                  | Road FC 037                            | 11/03/2017 | 1     | 0:29  | Seul              | Retorno ao peso-mosca. |
| Vitória | 7–0    | Yoichi Oi         | Nocaute Técnico (socos)                     | Rings: The Outsider 42                 | 04/09/2016 | 1     | 4:52  | Aichi             | Ganhou o Cinturão até 60kg do Rings. |
| Vitória | 6–0    | Liu Xiaoyang      | Finalização (mata-leão)                     | Road FC 032                            | 02/07/2016 | 1     | 1:49  | Changsha          | |
| Vitória | 5–0    | Kwak Jong-hyun    | Nocaute Técnico (socos)                     | Rings: The Outsider 38                 | 13/12/2015 | 1     | 4:04  | Tóquio            | Estreia no peso-mosca. |
| Vitória | 4–0    | Choi Jung-bin     | Finalização (estrangulamento d'arce)        | Rings: The Outsider 37                 | 06/09/2015 | 1     | 2:21  | Numazu            | Luta em peso casado (58 kg). |
| Vitória | 3–0    | Keigo Takayama    | Nocaute Técnico (socos)                     | Rings: The Outsider 36                 | 19/07/2015 | 1     | 0:40  | Tóquio            | |
| Vitória | 2–0    | Satoru Date       | Nocaute Técnico (socos)                     | Rings: The Outsider 35                 | 17/05/2015 | 2     | 3:36  | Tóquio            | Mudou para a divisão de 60 kg do Rings. |
| Vitória | 1–0    | Tomoya Suzuki     | Finalização Técnica (chave de braço)        | DEEP: Cage Impact 2012 in Hamamatsu    | 16/09/2012 | 1     | 2:34  | Hamamatsu         | Luta em peso casado (58 kg). |

## Lutas em pay-per-view
| N. | Evento                       | Data                  | Local          | Cidade            | Vendas de PPV |
| -- | ---------------------------- | --------------------- | -------------- | ----------------- | ------------- |
| 2. | UFC 310: Pantoja vs. Asakura | 7 de dezembro de 2024 | T-Mobile Arena | Las Vegas, Nevada | Não divulgado |